# Ingibjörg Stefánsdóttir
Ingibjörg Stefánsdóttir, también conocida como Inga (Reikiavik, 31 de agosto de 1972), es una cantante y actriz islandesa. Conocida por su participación en el Festival de la Canción de Eurovisión 1993.

## Festival de Eurovisión
El 20 de febrero de 1993, Ingibjörg Stefánsdóttir participó en el Söngvakeppni Sjónvarpsins, consiguiendo ganar con su canción Þa veistu svarið (Entonces sabrás la respuesta), lo que supuso que fuera la representante de Islandia en el Festival de la Canción de Eurovisión 1993. El Festival se celebró el 15 de mayo en Millstreet, Irlanda, allí Ingibjörg Stefánsdóttir, bajo el nombre de Inga, obtuvo la 13.ª posición, con 42 puntos.

## Carrera como actriz
Ha participado como actriz en los siguientes títulos:
- "Veggfóður: Erótísk ástarsaga", 1992
- "Nei er ekkert svar", 1995
- "The Viking Sagas" (en español "El plan de los vikingos"), 1996.
- "Maður eins og ég", 2002